# Spúšťadlo
Spúšťadlo (860 m) – szczyt w Rudawach Słowackich (Slovenské rudohorie). W regionalizacji słowackiej zaliczany jest do Pogórza Rewuckiego (Revucká vrchovina). Wznosi się w długim, południowo-wschodnim grzbiecie szczytu Veľký Radzim (991 m). Grzbiet ten poprzez sedlo Hora oraz szczyty  Spúšťadlo, Bučina i wierzchołki 664 m, 656 m i 618 m biegnie aż do miejscowości Nižná Slaná, gdzie opada w widły rzeki Slaná i potoku o nazwie Kobeliarovský potok, odwadniających cały ten grzbiet. W kierunku południowym odchodzi od szczytu Spúšťadlo boczny grzbiet przez Ždiar (790 m) do przełęczy Filipka.
Spúšťadlo jest jednym z najwyższych szczytów Pogórza Rewuckiego. Jest porośnięte lasem, głównie bukowym, ale na południowych stokach ciągnie się długa hala. Halą tą prowadzi szlak turystyczny.

## Szlak turystyczny
Vlachovo – sedlo Hora – Vdovčíkovo kreslo. Czas przejścia: 2.35 h, suma podejść: 630 m, odległość 6,9 km